# Eparchia di Seert dei Caldei

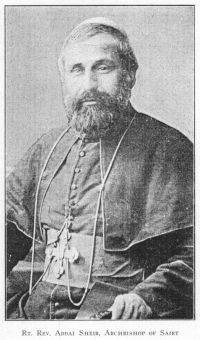
Il vescovo Ibrahim Addaï-Scher (1902-1915).

L'eparchia di Seert dei Caldei (in latino Eparchia Sertensis Chaldaeorum) è una sede soppressa della Chiesa cattolica caldea e sede titolare della Chiesa cattolica.

## Storia

### Le origini e i primi vescovi
Non ci sono prove dell'esistenza di un vescovo di Seert, oggi Siirt nell'Alta Mesopotamia in Turchia, prima dello scisma del 1552, che portò alla nascita della Chiesa cattolica caldea. In tre occasioni, in alcuni colophon del 1477, 1480 e 1483, Seert appare tra i titoli del metropolita nestoriano Elia di Nisibi. Un altro colophon del 1504 menziona il vescovo Elia, forse lo stesso Elia di Nisibi o quello omonimo di Gazarta, designato come "metropolita di Amida, Gazarta e Seert".
Secondo Tfinkdji e Fiey, la diocesi caldeo-cattolica di Seert venne istituita con lo scisma del 1551/52 e primo vescovo è stato Giuseppe, fratello del patriarca Yohannan Sulaqa, che fu tra i vescovi consacrati dallo stesso Sulaqa nel 1554. Giuseppe non rimase a lungo a Seert; infatti nel 1555 il nuovo patriarca cattolico Abdisho IV Maron inviò Giuseppe, assieme a Eliya Asmar di Amida, in India dove fu nominato metropolita di quella comunità cristiana; non ci sono prove che sia ritornato in Mesopotamia e morì nel 1569.
Il monastero di Mar Yaqob Khbhisha vicino a Seert fu sede del patriarca Abdisho IV Maron e forse anche del suo successore Yab-Alaha IV Shimun. Lo stesso Abdisho IV menziona la sede di Seert tra le sedi metropolitane dipendenti dalla sua autorità nella lista delle diocesi caldeo-cattoliche scritta nel 1662 per la Santa Sede. Negli ultimi anni del XVI secolo la sede di Seert fu occupata da altri tre vescovi, di cui tuttavia non è chiara l'appartenenza confessionale.
Secondo l'inviato pontificio Pietro Strozza, il patriarca cattolico Shimun IX Denha (1580-1600) era vescovo di Salmas, Jilu e Seert prima della sua elezione; per Wilmshurst è presumibile che sia stato consacrato per le tre sedi unite da Abdisho IV dopo la morte di Giuseppe nel 1569; Tfinkdji aggiunge tuttavia che era un vescovo nestoriano convertitosi al cattolicesimo grazie all'opera di Eliya Asmar di Amida. La lettera che Shimun IX scrisse al papa dopo la sua elezione patriarcale nel 1580, fu sottoscritta, tra gli altri, da Sargis di Jilu e Giuseppe di Seert, entrambi consacrati dal nuovo patriarca; di questo secondo vescovo di nome Giuseppe non esiste nessun'altra testimonianza storica. Il terzo vescovo di Seert sul finire del XVI secolo è Ya'qob, menzionato nel 1587 in una lettera di Leonardo Abela, vescovo titolare di Sidone e inviato speciale del papa in Medio Oriente; Ya'qob è designato come "superiore del monastero di Seert" e definito uno dei migliori letterati della Nazione Nestoriana.
I vescovi di Seert del XVII secolo sembrano appartenere tutti alla Chiesa nestoriana, indizio che i patriarchi cattolici, che nel frattempo avevano trasferito la loro sede a Salmas in Persia, non riuscirono più ad imporre un vescovo cattolico; inoltre gli autori Tfinkdji, Fiey e Wilmshurst hanno cronotassi e cronologie diverse, dove tuttavia alcuni nomi appaiono in comune. Il primo vescovo del secolo fu Eliya Bar Tappe, dipendente dal patriarca nestoriano Eliya VIII, morto il 1º marzo 1618, ma già documentato nei colophon fin dal 1599; nelle fonti questo prelato è documentato con diversi titoli; nel sinodo di Amida del 1616 è attestato come metropolita di Seert. A Eliya Bar Tappe seguirono: il nipote Ishoʿyahb, menzionato nei colophon dal 1618 al 1628; Eliya, nipote di Ishoʿyahb, morto nel 1660; Yohannan, che sottoscrisse la lettera scritta nel 1669 dal patriarca nestoriano Eliya X a papa Clemente IX; e Shemʿon bar Tappe, attestato da un colophon nel settembre 1702.

### La sede dal XVIII al XX secolo
Con il Settecento, soprattutto a partire dal patriarcato del cattolico Yosep III Maraugin (1713-1757), la Chiesa cattolica caldea accrebbe considerevolmente il numero dei propri fedeli. Questo permise una più stabile presenza cattolica a Seert e nella sua regione.
Per il Settecento Tfinkdji e Fiey menzionano due soli vescovi: Shemʿon bar Tappe (1701-1742), consacrato dal patriarca cattolico Yosep II; e Yohannan Shemʿon Kemo (1744-1786), consacrato da Yosep III. Secondo Wilmshurst, questi due autori hanno confuso i due personaggi. Shemʿon bar Tappe era un vescovo nestoriano e non è documentato l'anno della sua morte. Shemʿon Kemo invece venne consacrato vescovo da Yosep III poco prima della sua partenza per Roma nel 1730, e a lui il patriarca affidò l'amministrazione della Chiesa patriarcale di Amida. Durante l'assenza del patriarca, la Chiesa caldeo-cattolica perse due villaggi a causa di un "vescovo eretico", che Wilmshurst ipotizza possa essere Shemʿon bar Tappe. Due accorate lettere scritte da Shemʿon Kemo al patriarca implorando il suo ritorno (1737 e 1739) sono conservate  nell'Archivio segreto vaticano. Un colophon menziona il vescovo Shemʿon Kemo ancora nel 1746; di lui non si sa più nulla e ignoto è l'anno della sua morte.
Il successivo vescovo ricordato sia da Tfinkdji che da Fiey è Pietro Shawriz, che avrebbe governato la sede di Seert dal 1793 fino alla morte nel 1822. Tuttavia, secondo Wilmshurst, le informazioni che i due autori riferiscono su questo vescovo sono completamente errate. Shawriz venne consacrato nel 1801 da Hnanisho', nipote del patriarca nestoriano Eliya XIII Isho'yahb. Nel 1806 si recò a Roma per ottenere la conferma della sua consacrazione da parte del papa, ma a causa dell'occupazione francese non poté fare nulla; sulla via di ritorno, a Costantinopoli ebbe contatti con Henry Leeves, della British and Foreign Bible Society, che lo incoraggiò a prendere contatti con i nestoriani della regione di Hakkari. Per questi suoi atteggiamenti la Santa Sede lo depose dalla sede di Seert nel 1823; morì a Khosrowa nel 1831.
A partire dall'Ottocento la serie dei vescovi cattolici di Seert è completa e ininterrotta fino alla soppressione della diocesi. Il primo è il monaco di Rabban Ormisda Mikha'il Kattula di Telkepe, tra i più accesi oppositori di Yukhannan VIII Hormizd, consacrato vescovo da Augustin Hindi nel 1826 e morto nel 1855. Nel 1895 il vescovo mar Thomas, futuro patriarca, fece edificare la cattedrale dedicata alla Santa Famiglia. L'ultimo vescovo è stato Ibrahim Addaï-Scher, uomo di cultura e prolifico scrittore; arrestato durante le persecuzioni perpetrate dai turchi contro i cristiani nella prima guerra mondiale, venne fucilato in un giorno di giugno del 1915. Dalla furia anticristiana non si salvarono né il monastero di Mar Yaqob Khbhisha, sede dei vescovi di Seert, né la sua ricca biblioteca, di cui Addaï-Scher aveva pubblicato il catalogo nel 1905. In seguito a questi avvenimenti e alla scomparsa di cristiani nella regione, la diocesi cattolica fu soppressa.

### Statistiche storiche
Nel 1842 la diocesi di Seeert comprendeva 11 villaggi e una popolazione stimata in 300 famiglie con 12 chiese e 9 preti. Nel 1852 la popolazione cattolica è stimata in 1.865 persone.
Chabot riporta una dettagliata relazione statistica sulla diocesi di Mardin, al 1º gennaio 1896. La popolazione caldeo-cattolica è di circa 5000 persone, distribuite in 22 parrocchie con 17 sacerdoti. Dipendevano dalla diocesi caldea anche sette scuole per ragazzi.
Anche Tfinkdji riporta dati statistici dettagliati, riferiti al 1914. La diocesi contava circa 5.430 battezzati distribuiti in 37 villaggi; i sacerdoti erano 21 e si occupavano di 31 chiese e 7 cappelle; in diocesi v'erano anche 9 scuole cattoliche.

### Sede titolare
Dal 1972 Seert dei Caldei è annoverata tra le sedi vescovili titolari della Chiesa cattolica; dall'8 ottobre 2022 il vescovo titolare è Mikha Pola Maqdassi, già vescovo ausiliare di Baghdad dei Caldei.

## Cronotassi

### Vescovi
La seguente cronotassi e la sua cronologia è quella riportata da Tfinkdji e Fiey nelle rispettive opere citate in bibliografia. Per la diversa cronotassi e cronologia documentata da David Wilmshurst, descritta nella sezione storica di questa voce, riferirsi alla sua opera The ecclesiastical organisation of the Church of the East, pp. 86-90.
- Giuseppe † (1553 - 1582 deceduto)
- Jesu Yab † (1582 - 1617 deceduto)
- Elia † (1617 - 1620 ? deceduto)
- Ezechia † (1620 ? - 1652 ? deceduto)
- Giovanni † (1652 - 1673 ? apostata)
- Simone † (1701 - 1742 deceduto)
- Giovanni Simone Kemo † (1744 - 1786 deceduto)
- Peter Shawriz † (1793 - 1822 ? deceduto)
- Mikha'il Kattula † (15 settembre 1826 consacrato - 1855 deceduto)
- Peter Mikha'il Bartatar † (7 novembre 1858 consacrato - 1884 deceduto)
- Giovanni Michele Naamo † (12 luglio[9] 1885 - 1888 dimissionario[10])
- Giuseppe Emmanuele Thomas † (24 luglio 1892 - 17 dicembre 1900 confermato patriarca di Babilonia dei Caldei)
- Ibrahim Addaï-Scher † (30 novembre 1902 - giugno 1915 deceduto)

### Vescovi titolari
- Mikha Pola Maqdassi, dall'8 ottobre 2022